# フレゴーナ
フレゴーナ（伊: Fregona）は、イタリア共和国ヴェネト州トレヴィーゾ県にある、人口約2,800人の基礎自治体（コムーネ）。

## 地理

### 位置・広がり

#### 隣接コムーネ
隣接するコムーネは以下の通り。括弧内のBLはベッルーノ県 、PNはポルデノーネ県所属を示す。
- アルパゴ (BL)
- カーネヴァ (PN)
- カッペッラ・マッジョーレ
- コルディニャーノ
- サルメデ
- タンブレ (BL)
- ヴィットーリオ・ヴェーネト

### 気候分類・地震分類
気候分類では、zona E, 2823 GGに分類される。
また、イタリアの地震リスク階級 (it) では、zona 1 (sismicità alta) に分類される。

## 行政

### 分離集落
フレゴーナには、以下の分離集落（フラツィオーネ）がある。
- Breda, Buse, Ciser, Col, Fratte, Fregona, Luca, Mezzavilla (sede comunale), Osigo, Piai, Sonego

## 姉妹都市
- セセル、フランス 1992年